# Schillstraße 36 (Stralsund)

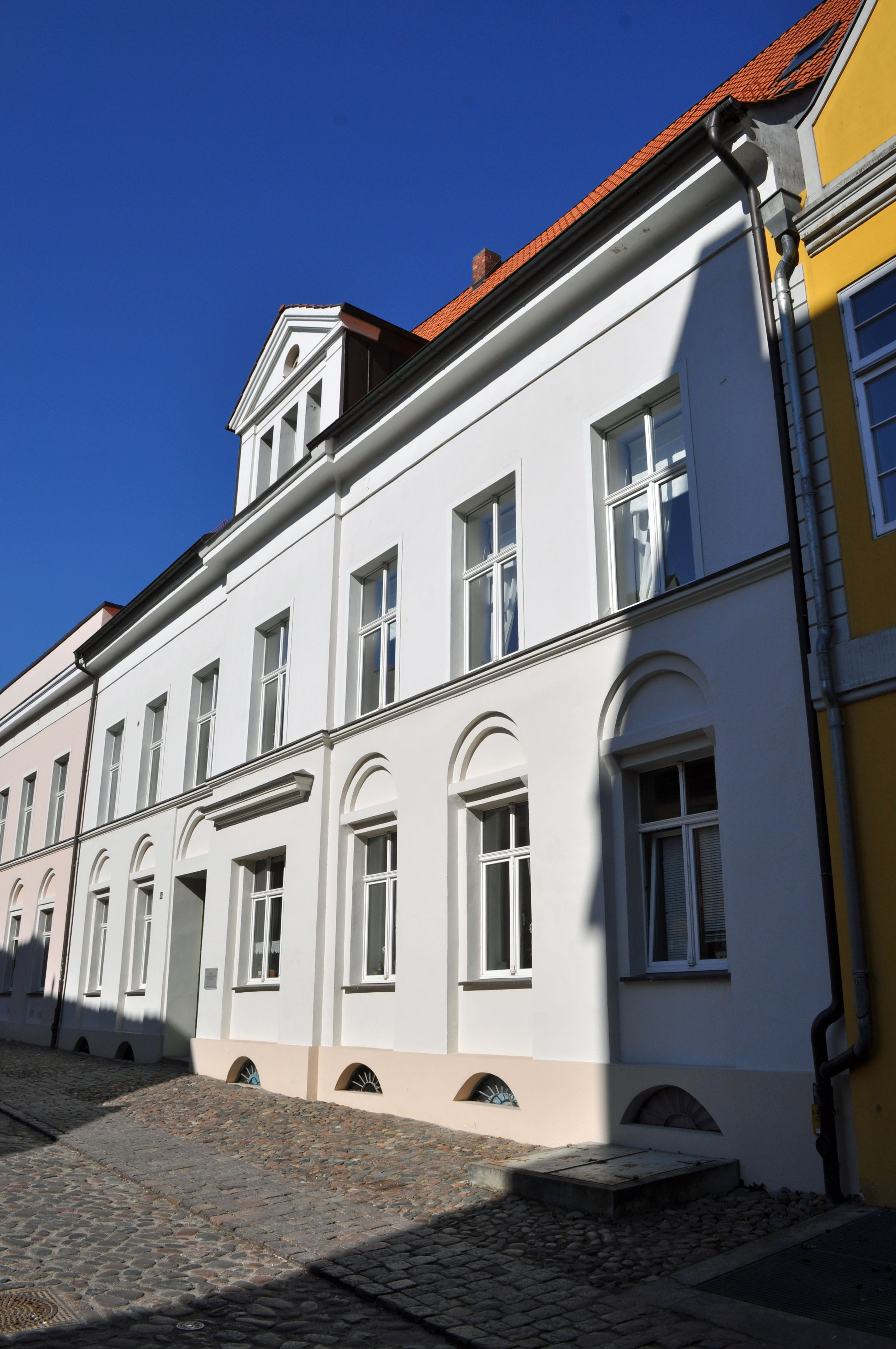
Das Haus Schillstraße 35 in Stralsund (2012)

Das Gebäude mit der postalischen Adresse Schillstraße 36 ist ein denkmalgeschütztes Bauwerk in der Schillstraße in Stralsund.
Der zweigeschossige und siebenachsige, traufständige Putzbau wurde um das Jahr 1825 errichtet. Mitte des 19. Jahrhunderts wurde dem Haus ein dreiachsiger Erweiterungsbau mit Attika angefügt.
Der streng symmetrisch gegliederte Hauptbau mit hohem Satteldach besitzt eine vorgezogene Mittelachse, die von einem übergiebelten Zwerchhaus gekrönt wird. Ursprünglich war in dieser Achse auch das Portal eingefügt. Im Erdgeschoss sind die Fenster mit rundbogigen Nischen ausgeführt. Ein Gurtgesims teilt die Geschosse optisch.
Der Erweiterungsbau weist die gleiche Fassadengliederung auf wie der Hauptbau.
Im Jahr 1891 wurde die Rückfront im Stil der Neugotik gestaltet. Dabei wurde an der nordwestlichen Ecke ein Turm aus Backstein angefügt. Im Jahr 1911 wurde der mittige Erker mit Staffelgiebel angesetzt.
Das Haus liegt im Kerngebiet des von der UNESCO als Weltkulturerbe anerkannten Stadtgebietes des Kulturgutes „Historische Altstädte Stralsund und Wismar“. In die Liste der Baudenkmale in Stralsund ist es mit der Nummer 689 eingetragen.